# Amblyseius anacardii
Amblyseius anacardii är en spindeldjursart som beskrevs av De Leon 1967. Amblyseius anacardii ingår i släktet Amblyseius och familjen Phytoseiidae. Inga underarter finns listade i Catalogue of Life.